# Agiommatus
Agiommatus is een geslacht van vliesvleugeligen uit de familie Pteromalidae. De wetenschappelijke naam van dit geslacht is voor het eerst geldig gepubliceerd in 1911 door Crawford.

## Soorten
Het geslacht Agiommatus omvat de volgende soorten:
- Agiommatus antherinae Ferrière, 1951
- Agiommatus attaci Ferrière, 1930
- Agiommatus bekiliensis (Risbec, 1952)
- Agiommatus erionotus Huang, 1986
- Agiommatus geethae Sureshan & Narendran, 1996
- Agiommatus pantanus Xiao & Huang, 2001
- Agiommatus paria (Motschulsky, 1863)
- Agiommatus sumatraensis Crawford, 1911
- Agiommatus viridis (Girault, 1913)